# Město-hrdina

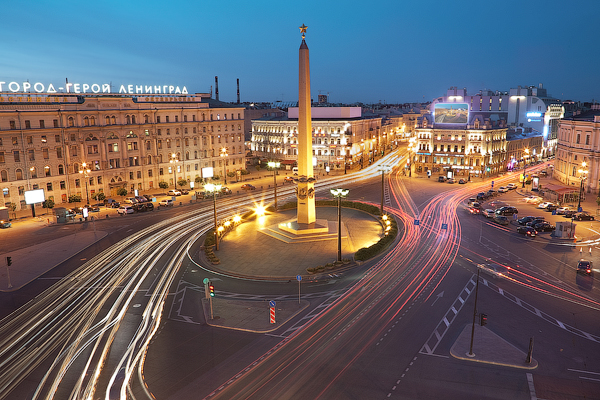
Obelisk Gorod-Geroj v Petrohradu

Město-hrdina (rus. город-герой, ukr. Місто-герой, bělor. горад-герой) je oficiální čestný titul udělovaný v éře Sovětského svazu městům, která se vyznamenala ve Velké vlastenecké válce v boji proti nacistickému Německu. Prvními městy, která byla nazvána hrdinskými městy podle příkazu prezídia SSSR ze dne 1. května 1945, byla Leningrad, Stalingrad, Sevastopol a Oděsa. Oficiálně byl název (resp. titul) uzákoněn 8. května 1965. Celkem tento titul získalo 12 měst a 1 pevnost.

## Seznam měst s vyznamenáním
| Stát                                 | Město                  | Datum            |
| ------------------------------------ | ---------------------- | ---------------- |
| Rusko                                | Petrohrad (Leningrad)  | 8. květen 1965   |
| Rusko                                | Volgograd (Stalingrad) | 8. květen 1965   |
| Ukrajina                             | Oděsa                  | 8. květen 1965   |
| Ukrajina (de iure)/ Rusko (de facto) | Sevastopol             | 8. květen 1965   |
| Rusko                                | Moskva                 | 8. květen 1965   |
| Ukrajina                             | Kyjev                  | 8. květen 1965   |
| Bělorusko                            | Brestská pevnost       | 8. květen 1965   |
| Rusko                                | Novorossijsk           | 14. září 1973    |
| Ukrajina (de iure)/ Rusko (de facto) | Kerč                   | 14. září 1973    |
| Bělorusko                            | Minsk                  | 26. červen 1974  |
| Rusko                                | Tula                   | 7. prosinec 1976 |
| Rusko                                | Murmansk               | 6. prosinec 1985 |
| Rusko                                | Smolensk               | 6. prosinec 1985 |

## Galerie: jubilejní mince

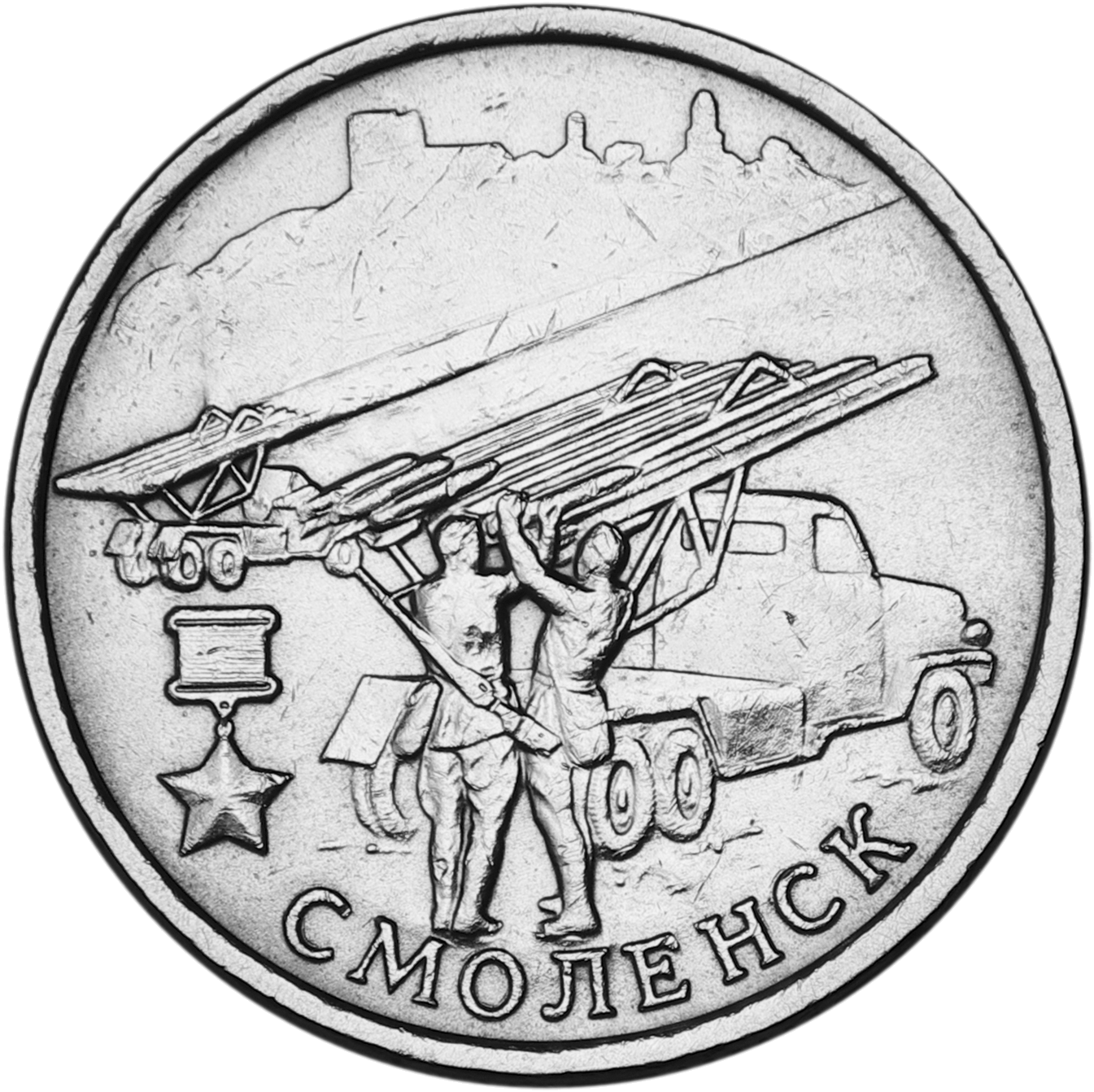
Smolensk
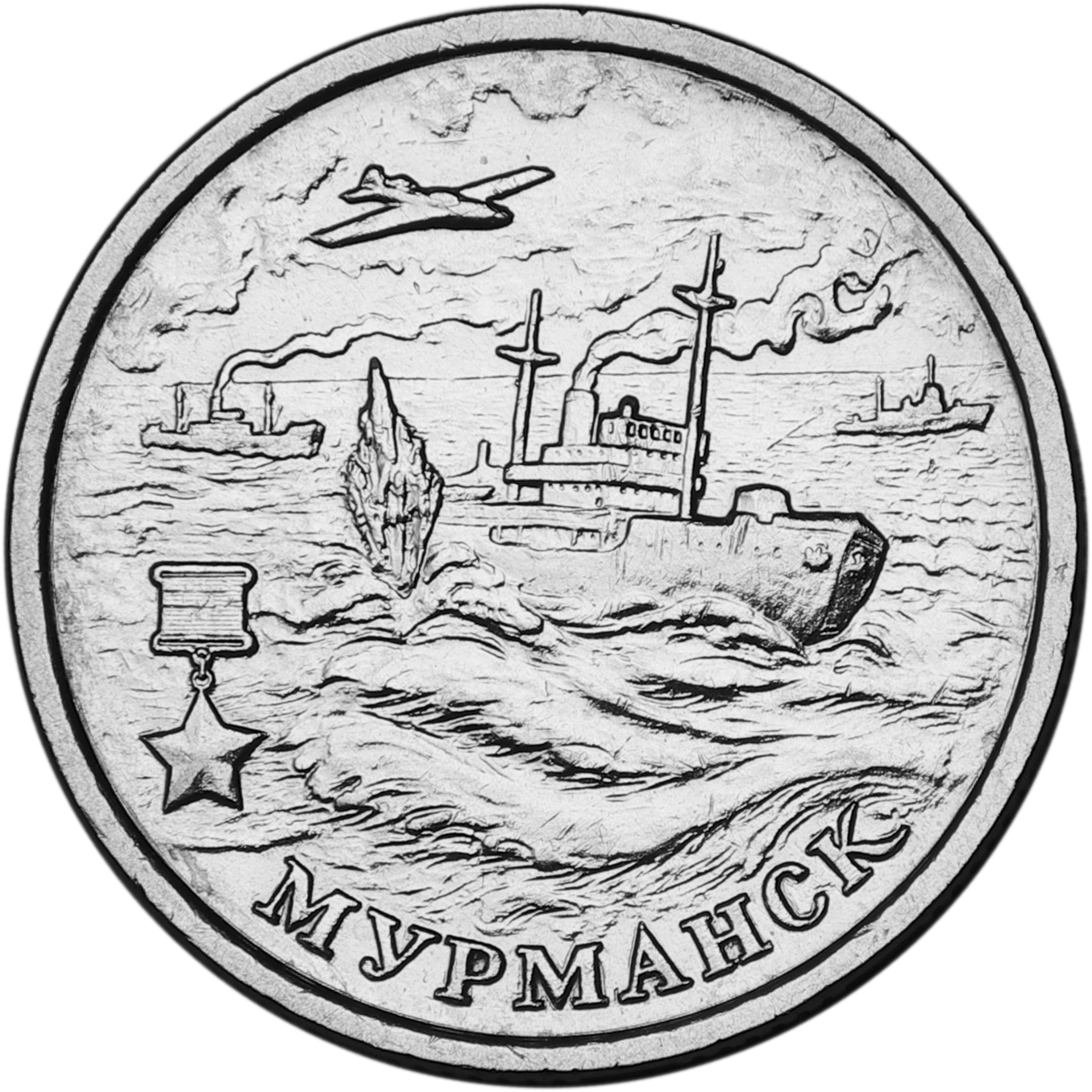
Murmansk
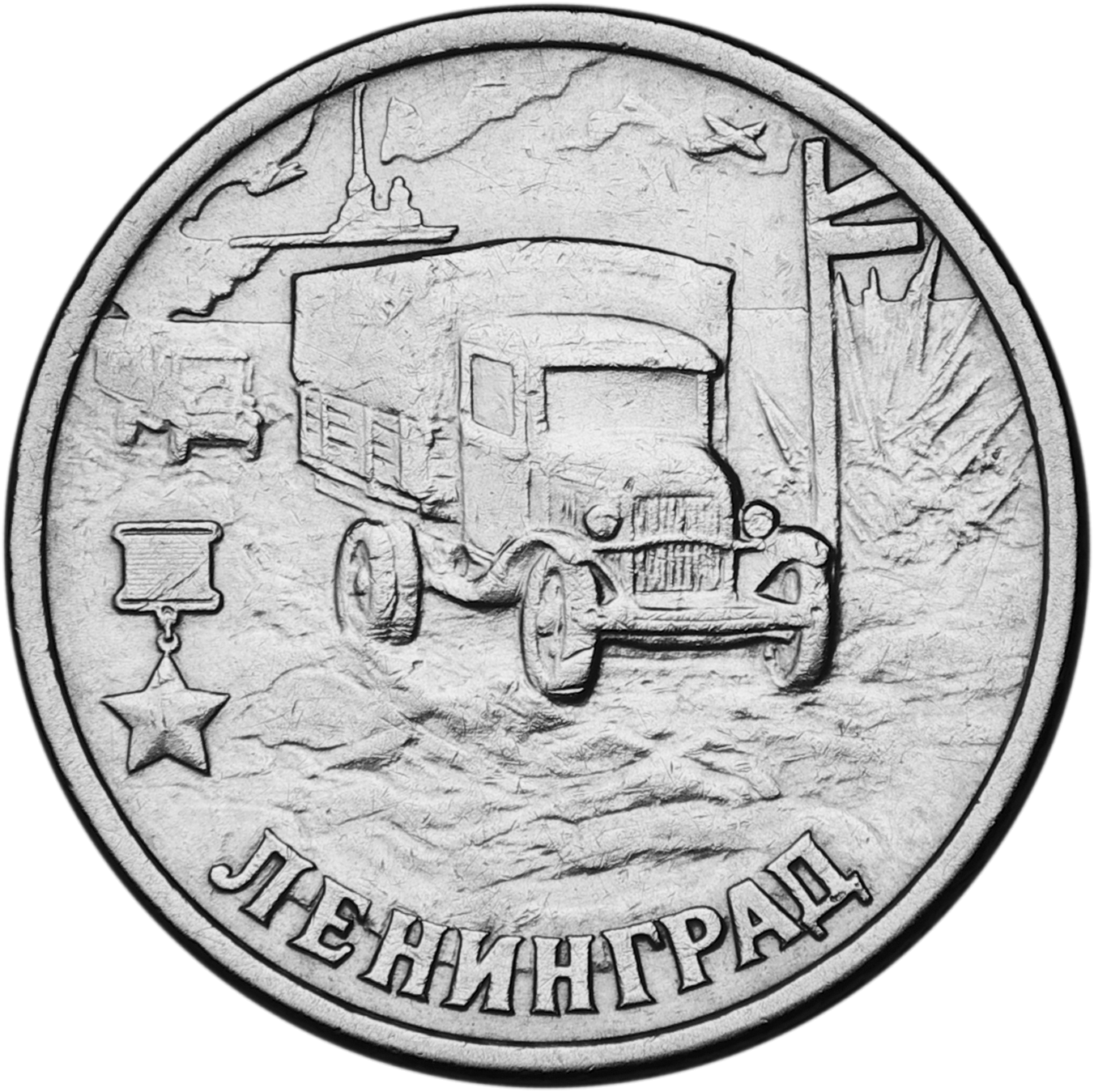
Leningrad (Petrohrad)
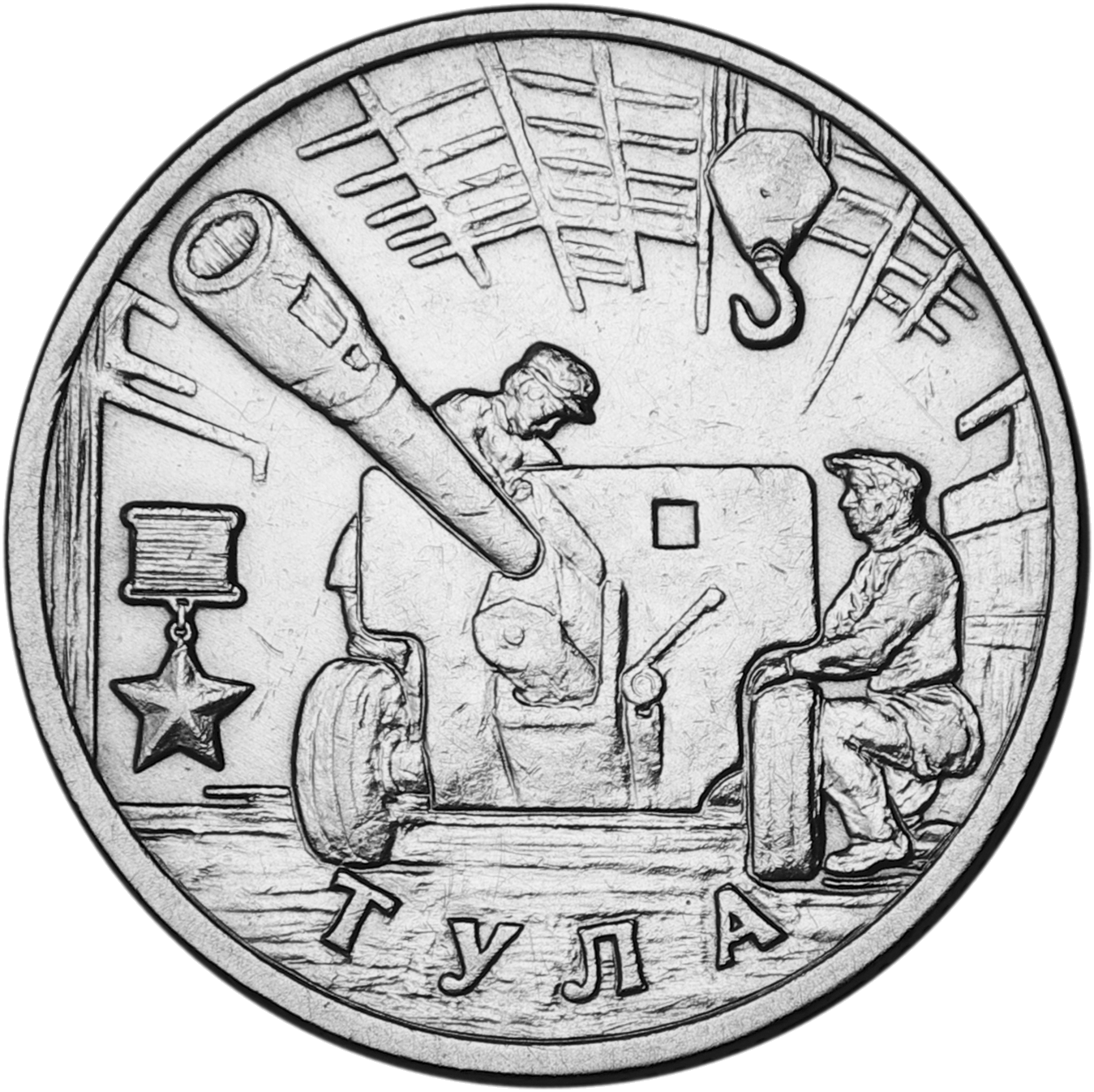
Tula
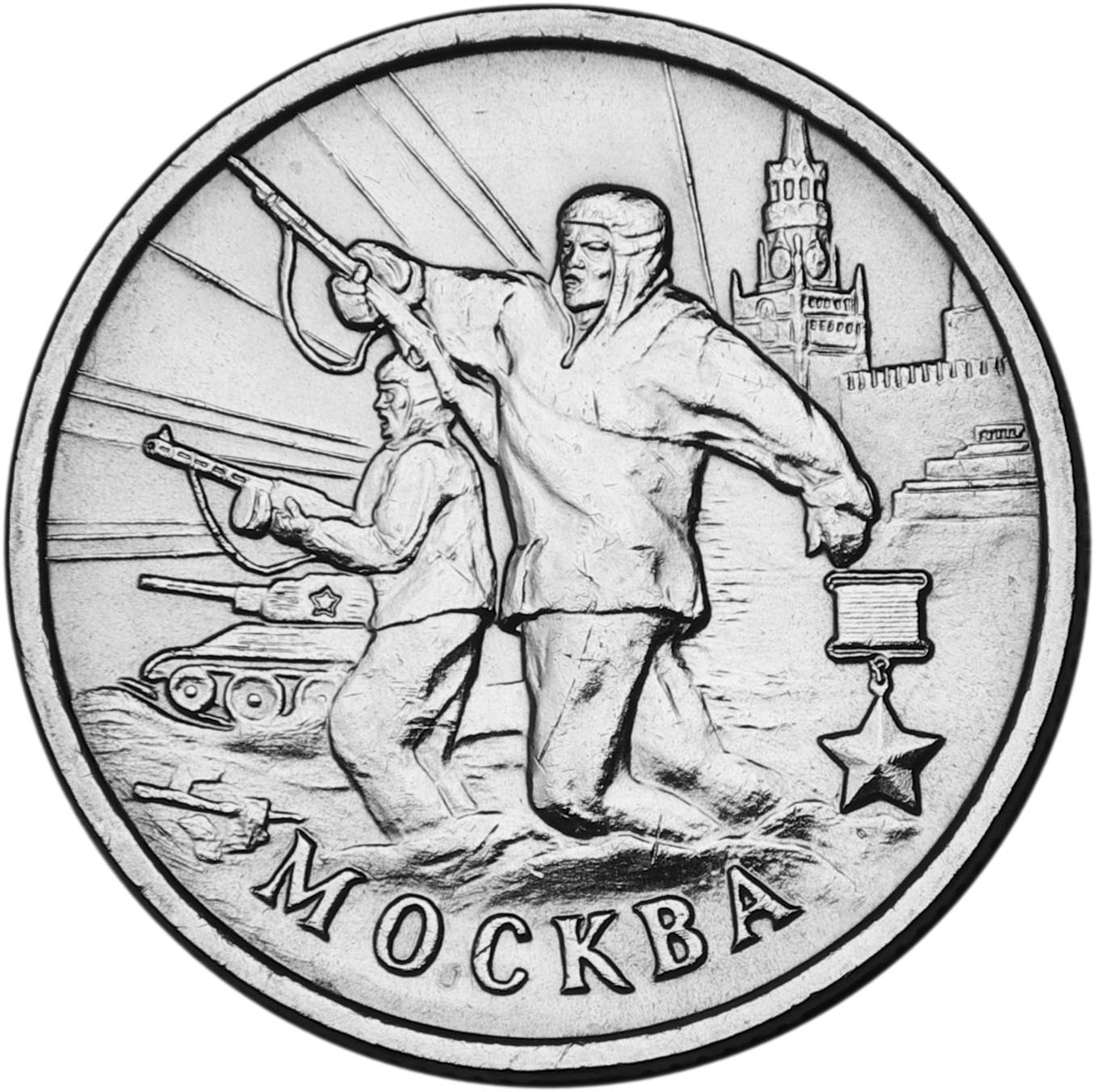
Moskva
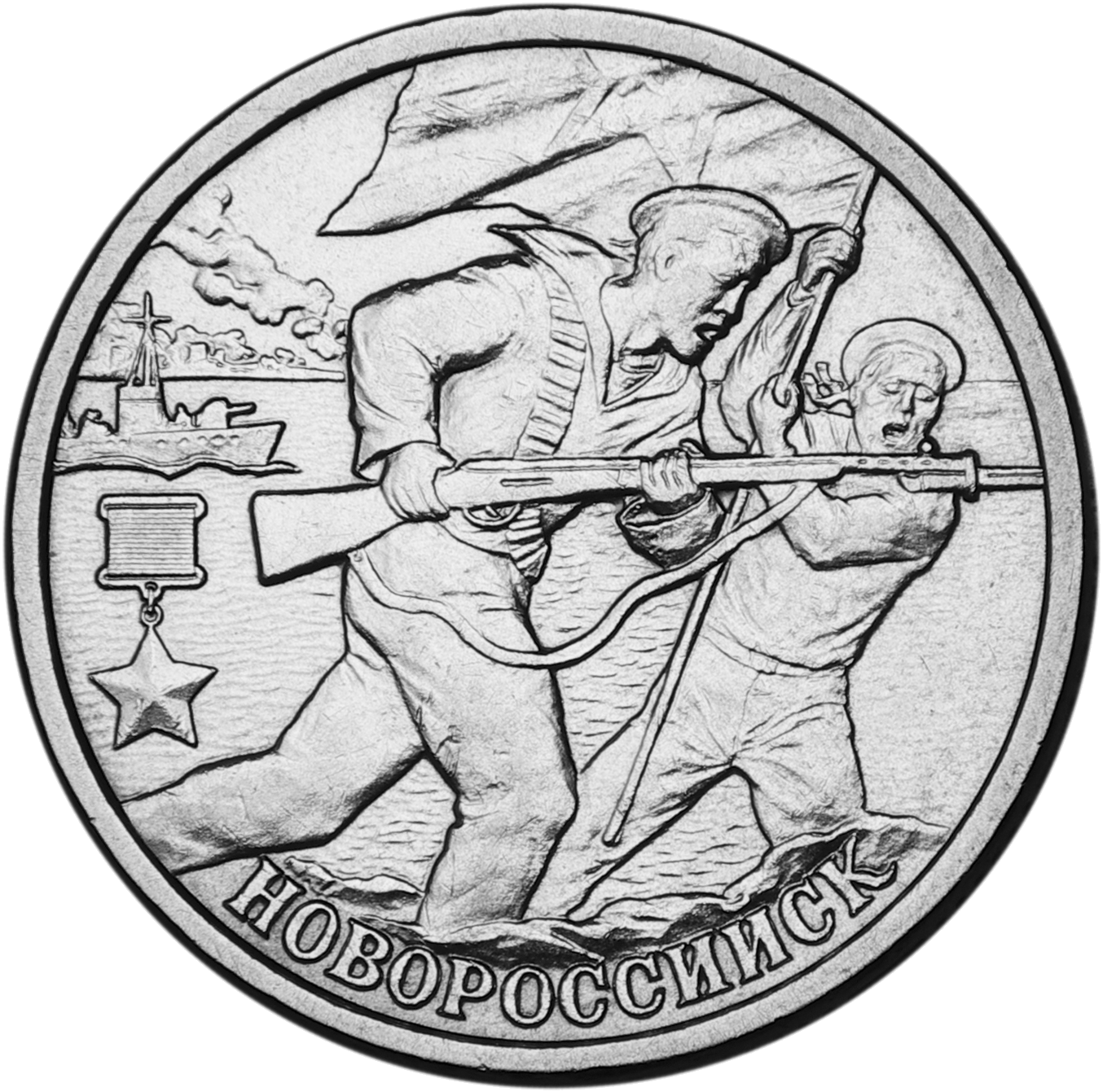
Novorossijsk
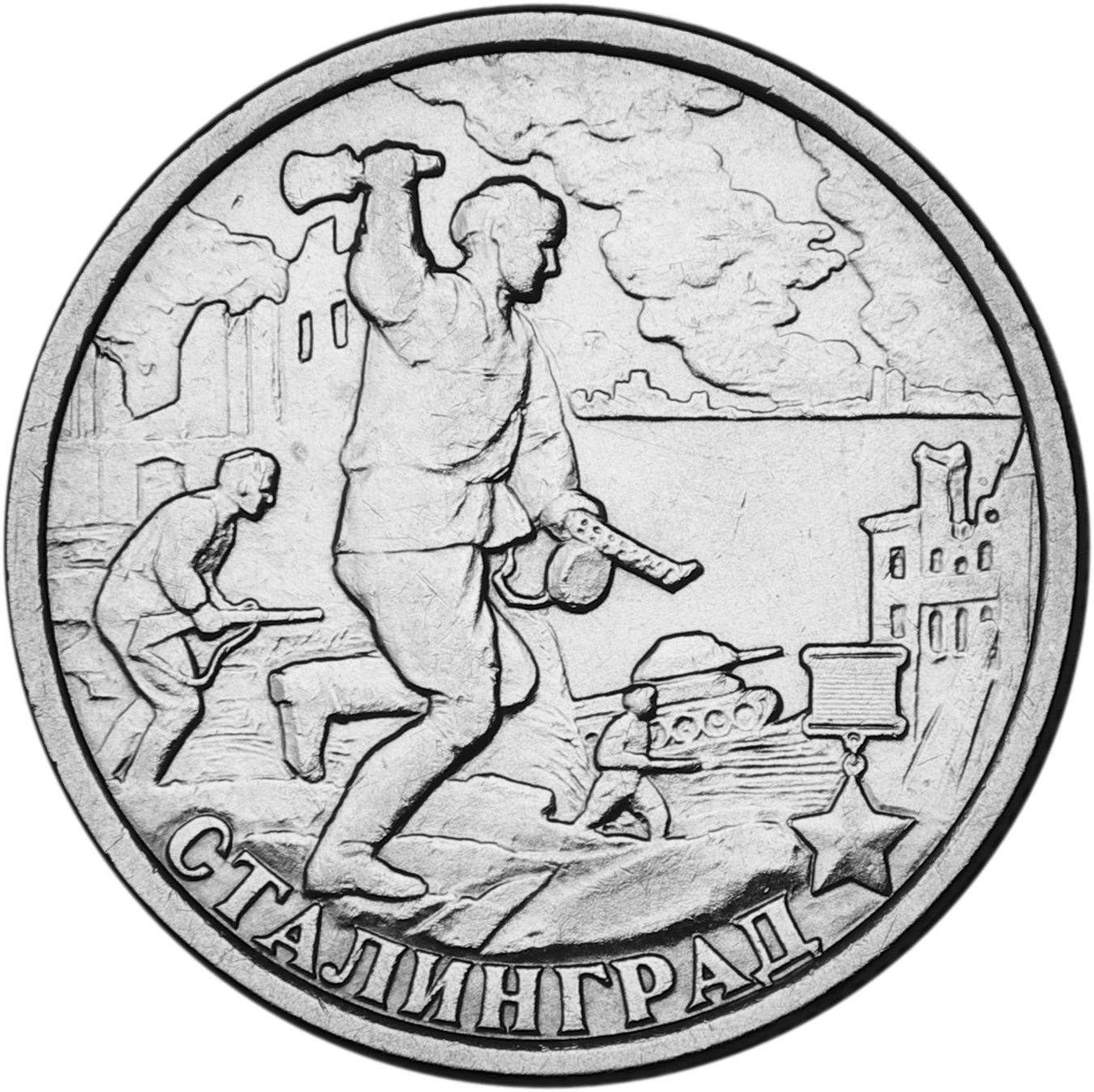
Stalingrad (Volgograd)